# Museo regionale della ceramica
Il Museo regionale della ceramica di Deruta è il più antico museo italiano per la ceramica. La sua fondazione risale al 1898 grazie al notaio derutese Francesco Briganti che ebbe l'idea di istituire un "Museo artistico pei lavoranti in maiolica". Il titolo, già presente nel primo catalogo museale redatto da Angelo Micheletti nel 1900 recava in sé i fini che l'istituzione culturale avrebbe dovuto perseguire: non solo luogo di conservazione e cultura ma anche modello espositivo utile alla maestranze.

## Sede
Il museo ha sede presso il complesso conventuale di San Francesco, situato nel centro storico di Deruta prospiciente il palazzo comunale. La storia del convento, sin dalla sua fondazione, si lega inevitabilmente alla vita urbana e agli avvenimenti nella città e nell'area circostante. Le notizie storiche a disposizione sono tratte principalmente dall'opera di Giuseppe Fabretti (1787-1868) e più precisamente dal suo manoscritto Memorie ecclesiastiche di Deruta. Quasi certamente fondato nel 1008, all'inizio appartenne ai monaci benedettini ed era intitolato a Santa Maria de' Consoli. In un documento del 1040 riportato nel Chronicon Farfense di Gregorio da Catino, l'edificio viene annoverato tra i beni dell'Abbazia di Farfa per passare poi sotto la giurisdizione del monastero di San Pietro di Perugia. Successivamente, la tradizione vuole che intorno alla metà del XIII secolo, passò al Beato Egidio d'Assisi. che lo cedette ai frati minori francescani fino alla sua soppressione, nel XIX secolo. Nel 1290 il convento derutese è elencato tra i luoghi per cui il Comune di Perugia elargiva delle elemosine. Più tardi, all'inizio del XIV secolo il complesso fu definitivamente intitolato a San Francesco d'Assisi poiché nel Provinciale vetustissimum figura come facente parte della "Provincia S.Francisci" con il toponimo "Dirutam". Come si evince dallo Statuto di Deruta in lingua volgare del 1465, il convento e la comunità dei Minori entrarono a pieno nella vita quotidiana cittadina e nell'organizzazione dei suoi aspetti civili e religiosi. I frati avevano l'obbligo di suonare le campane del convento per l'apertura e la chiusura delle porte d'ingresso al "castrum". Il complesso conventuale, in particolar modo la chiesa ed il chiostro, presentano molteplici tracce di dipinti con cui si era soliti affrescare i conventi. Di rilievo artistico è l'affresco ubicato presso l'ingresso del Museo (già porta d'ingresso al convento); l'affresco, attribuibile ad un pittore della scuola umbra del Trecento rappresenta la Vergine in trono con il Bambino in atto di benedire il genuflesso committente raccomandato da un santo vescovo (di quest'ultimo non vi è più traccia). Dal 1998, dopo un'opera di restauro, il complesso architettonico di San Francesco è stato destinato a definitiva sede museale. Il progetto di restauro e allestimento è stato redatto dagli architetti Mario Manieri Elia, Enrico Da Gai, Maria Margarita Segarra Lagunes e Giovanni Manieri Elia.

## Storia
L'atto di nascita del Museo è conservato in un altare laterale della Chiesa di San Francesco per volere di Angelo Micheletti, primo conservatore del Museo. Il Museo si richiamava ai Musei di Arti applicate che, dopo la nascita del South Kensington Museum nel 1857 si diffusero rapidamente in tutta Europa.
La collezione originaria, inizialmente esposta nel palazzo municipale, consisteva in circa centottanta opere, alcune riproduzioni ad acquerello di Alpinolo Magnini e frammenti ceramici provenienti da scavi locali. La maggior parte delle opere fu frutto di donazioni e/o depositi tanto è che il museo derutese si è configurato sin dall'inizio come museo "evergetico" (evergetismo). Nel 1962 si aggiunsero oltre quattromila opere del campionario di fabbrica del CIMA (Consorzio Italiano Maioliche Artistiche) e Società Maioliche Deruta. Negli anni ottanta e novanta del XX secolo assistiamo ad un ulteriore incremento delle opere grazie all'acquisizione rispettivamente della collezione Leonardo Pecchioli e Milziade Magnini. Le acquisizioni più recenti hanno invece cercato di colmare carenze morfologiche e stilistiche della produzione derutese soprattutto di epoca rinascimentale.

## Percorso espositivo
Il percorso di visita, frutto del progetto museografico curato da Giancarlo Bojani e Giulio Busti, consente di esplorare la storia della tradizione ceramica derutese grazie all'esposizione di seimilacinquecento opere organizzate su quattro livelli espositivi, inclusi i depositi, distribuiti su una superficie di duemilaseicento m². La collezione museale è ordinata in un percorso cronologico e alcune sezioni tematiche che indagano lo sviluppo e l'evoluzione della tradizione ceramica dal Medioevo al Novecento.

## Sala didattica
L'itinerario di visita apre con una sezione, denominata sala didattica, dedicata alle tecniche di lavorazione della ceramica. Il termine "ceramica" indica un oggetto realizzato con diverse tipologie di argilla consolidate attraverso specifici processi termici.
La tipologia ceramica più diffusa a Deruta è la maiolica. 
Il termine maiolica deriva con tutta probabilità dall'isola ispanica di Maiorca; Leandro Alberti nella sua Descrittione di tutt' Italia parla di "....vasi di majorica per che primieramente fu riportata quest'arte nell'isola di majorica et quivi portata...", anche se è Dante Alighieri ad associare per la prima volta il termine maiolica all'isola ispanica; più precisamente nella Divina Commedia al XXVIII canto dell'Inferno vv 82-84, il poeta fiorentino parla dell'isola di Maiorca:.."Tra l'isola di Cipri e di Maiolica non vide mai si fallo Nettuno...". Occorre tuttavia precisare che con il termine maiolica nel Cinquecento si era soliti indicare la produzione a lustro (tecnica).
Lo "spolvero" è una modalità decorativa mutuata dall'arte pittorica; consiste in un disegno traforato su una carta trasparente da trasferire sulla superficie da decorare grazie ad un sacchetto di polvere di carbone che viene battuto sulla carta forata adagiata sul manufatto. Tale tecnica riduce gli errori del disegno a mano libera e consente la produzione in serie degli stessi soggetti decorativi.
Principali tecniche di lavorazione della tradizione ceramica derutese

### Maiolica
La maiolica è un prodotto ceramico poroso a pasta colorata. Dopo la prima cottura, intorno ai mille gradi, si ottiene il "biscotto" noto comunemente con il termine di terracotta; dopo la decorazione, spesso ottenuta con la "tecnica dello spolvero", il manufatto subisce una seconda cottura ad una temperatura di circa novecentoventi gradi.

### Lustro

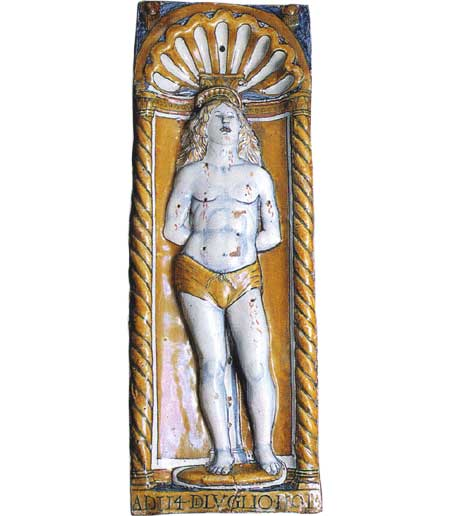
San Sebastiano, Victoria and Albert Museum, Londra

La maiolica a lustro, tecnica di derivazione araba, è un prodotto ceramico caratterizzato da riflessi metallici ed iridescenti. Tale tipologia inizia a diffondersi nella produzione italiana alla fine del XV secolo; il primo documento di cultura materiale che ne attesta l'esistenza è una targa rettangolare a bassorilievo con al centro San Sebastiano, datata 1501, attualmente conservata nel Victoria and Albert Museum. Il lustro ha l'aspetto di una patina dorata o color rubino, che viene applicata sulla maiolica mediante una terza cottura (piccolo fuoco) in una camera da forno detta muffola in atmosfera riducente; la complessità della tecnica era tale che "...spesse volte, di 100 pezzi di lavori, a ffatiga ven ne sono 6 buoni"... Il lustro di Deruta
Considerata la fattura di San Sebastiano datata  1501 si ritiene che «spetti anche ai vasai di questa città il merito di avere per primi in Italia applicato i famosi riflessi aurei, in emulazione con quelli di Valencia», dal cui porto, fin dal XIV secolo, «uscivano navi cariche di ceramiche». 
Il lustro rubino di Deruta, «che appare eccezionalmente nel citato San Sebastiano, (...)» non è più ripreso e verrà usato invece a Gubbio con splendidi risultati». Le maioliche lustrate furono eseguite «con una tecnica di derivazione medio - orientale che conferisce all'oggetto effetti iridescenti dai toni dorati e rossastri».

### Ceramica ingobbiata, graffita e invetriata
Tale tipologia ceramica viene prodotta anche a Deruta nel XV secolo; consiste nel rivestire la superficie "a crudo" dell'oggetto con un'argilla bianca finissima denominata ingobbio su cui viene successivamente incisa la decorazione; per tale motivo è nota anche come ceramica invetriata e graffita.

## Sala arcaica
Nella sala arcaica è possibile apprezzare la prima tipologia ceramica realizzata in Italia, detta maiolica arcaica, ed una serie di frammenti ceramici, frutto di scavi locali occasionali, che consentono di documentare l'arte derutese in un ampio arco temporale (dal XIII al XVIII secolo). Un'importante documentazione d'archivio fa risalire l'inizio della produzione locale al periodo tardo-medievale. Il documento risale al 1282, anno in cui i massari di Perugia ricorsero a un vasaio derutese per una fornitura di brocche e gavatelli per la festa di Sant'Ercolano.
La maiolica arcaica è caratterizzata da forme molto semplici di tipo utilitario come brocche, vasi e catini. La terminologia usata per descrivere tale produzione non presenta grandi problemi trattandosi di recipienti di uso domestico e quotidiano. Caratteristiche di tale vasellame sono, inoltre, la foggiatura al tornio, in un'unica soluzione, senza rifinitura finale e uno smalto sottile tendente al grigio dato a risparmio nelle sole parti riservate alla decorazione. Lo stile si diffonde nell'Italia centro-settentrionale e specialmente in Umbria dalla seconda metà del XIII fino alla prima metà del XV secolo. Le tipologie decorative peculiari di tale stile sono di tipo vegetale, come le foglie trilobate, lanceolate e cuoriformi, con motivi a corda, a treccia e a nodi; non mancano, tuttavia, decori geometrici e geometrico-floreali e talvolta raffigurazioni zoomorfe e sacre. Le opere sono spesso dipinte su fondo a graticcia.
La tavolozza cromatica risulta quanto mai limitata; i colori utilizzati dai vasai sono il bruno, realizzato con ossido di manganese, e il verde con ossido di rame, da cui deriva il tipico colore "verde ramina".
La sala, infine, conserva numerosi frammenti che consentono di conoscere forme e stili della tradizione locale.

## Sezione dei pavimenti
La sezione espositiva si compone di due sale, una dedicata al pavimento della Chiesa di San Francesco di Deruta e l'altra al pavimento proveniente dalla Cappella di Palazzo dei Priori e a quello della Rocca Paolina di Perugia.

### Pavimento della Chiesa di San Francesco di Deruta
Il pavimento venne ritrovato a Deruta nel 1902 nella Chiesa di San Francesco, durante i lavori di ripavimentazione. Secondo Milziade Magnini doveva trattarsi di un pavimento di una cappella mortuaria appartenuta alla Compagnia del Rosario e della Morte che, prima di trasferirsi nel complesso francescano, occupò la Chiesa pievana di Sant'Angelo.
Il pavimento è costituito da mattonelle a forma di stella ad otto punte che si alternano ad altre a forma di croce obliqua ed infine da mattonelle rettangolari e quadrate con funzioni di cornice.
Le mattonelle a stella presentano motivi decorativi a figure sacre e profane (profeti, muse, divinità olimpiche, santi, figure allegoriche, profili maschili e femminili); quelle a croce sono per lo più decorate ad arabeschi e girali.
Il pavimento è eseguito in policromia con una netta prevalenza di toni azzurrati; su un riquadro rettangolare, posto sul lato destro, è possibile leggere la data 1524. Con tutta probabilità l'iscrizione sigla l'anno in cui è stato eseguito il capolavoro, ascrivendolo ad uno dei momenti più vitali della produzione ceramica derutese. La qualità dell'esecuzione pittorica, l'uso dei colori e l'impianto decorativo permettono di relazionare le mattonelle, direttamente o no, a due opere firmate dal pittore derutese Nicola Francioli detto "Co", identificato dagli studiosi Giulio Busti e Franco Cocchi. Il Co, possibile contrazione di Nicola, viene collocato in una delle famiglie più antiche di vasai derutesi. Il soprannome Co e l'assenza di altri autori che nel periodo possano essere identificati con tale monosillabo, hanno condotto gli studiosi ad identificare uno degli autori del pavimento proprio con Nicola Francioli, citato nei documenti d'archivio tra il 1513 ed il 1565.

### Pavimento della Cappella dei Priori di Perugia
Le mattonelle esposte fanno parte del pavimento della Cappella dei Priori e con tutta probabilità sono pervenute a Deruta nel 1907 in occasione della “Mostra di Antica Arte Umbra” allorquando erano ancora attribuite a botteghe derutesi. L'intero pavimento fu commissionato al vasaio perugino Giacomo di Marino, soprannominato Cavalla, tra il 1450 e il 1455. Le mattonelle sono decorate in stile severo con una prevalenza di motivi gotico-floreali, anche se non mancano elementi di novità quali l'angelo svolazzante, che anticipa un gusto sempre più rinascimentale.

### Pavimento della Rocca Paolina di Perugia
Il pavimento, proveniente dalla Rocca Paolina, fortilizio costruito da Antonio da Sangallo il Giovane nel 1540, fu eseguito, per volere di Papa Paolo III Farnese, ad Urbino, Gubbio e Deruta. La parte più consistente del pavimento esposto presenta motivi decorativi con trofei e strumenti musicali realizzati nel Ducato di Urbino, nel 1543.

## Sala del Rinascimento

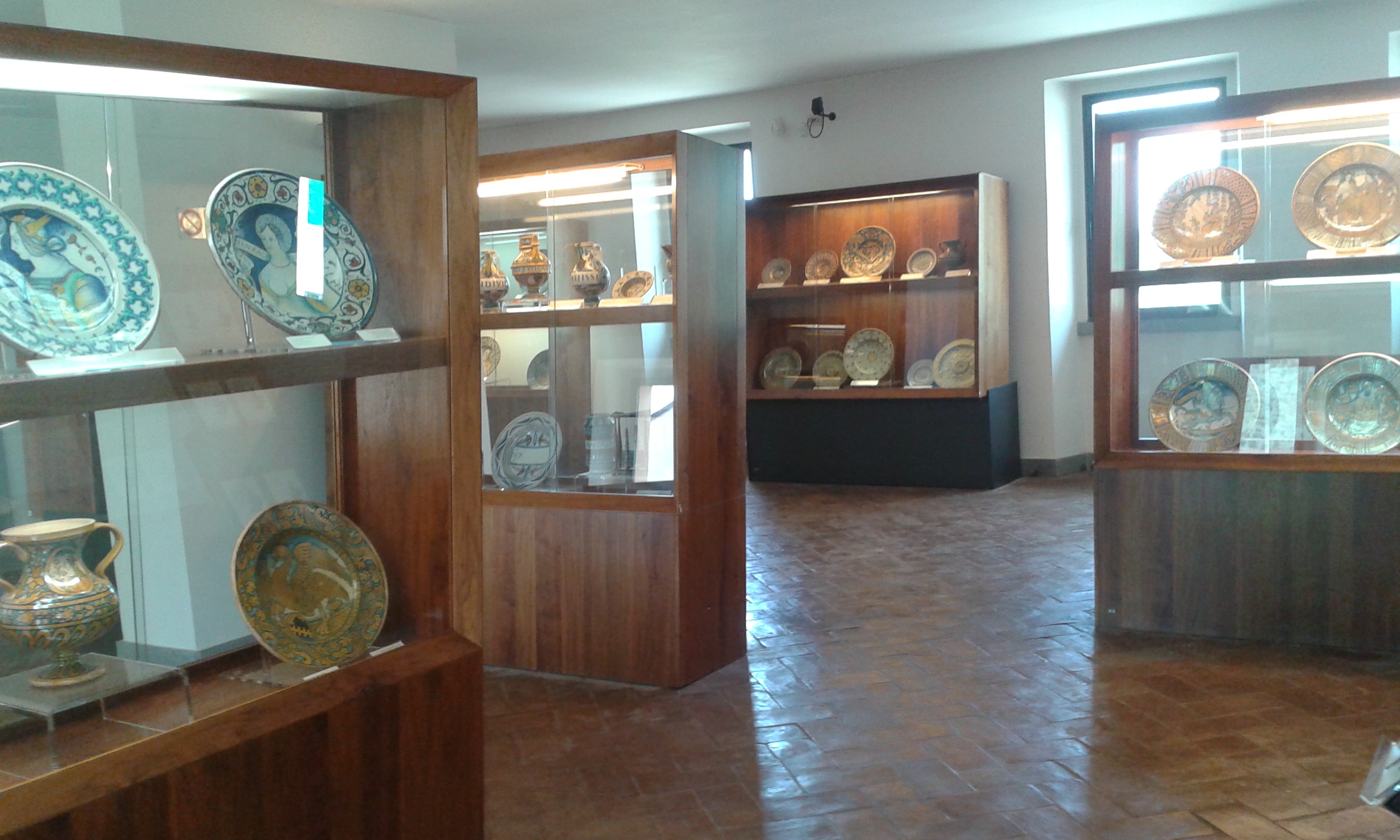
Sala del Rinascimento

La produzione rinascimentale derutese viene introdotta da uno stile decorativo definito dal ceramologo inglese Bernard Rackam petal back, in quanto caratterizzata da decorazioni a forma di petalo sul verso dell'opera. Tale denominazione fu data dal Rackam ad un gruppo di maioliche da lui studiato, caratterizzato sul retro proprio da un motivo a grandi “petali” trasversalmente striati in arancio e blu.
I vasai derutesi acquisiscono anche la tecnica del lustro, stile decorativo che domina l'intera produzione rinascimentale; la tecnica viene sperimentata su forme nuove, quali vasi biansati su alto piede e piatti da pompa. La sala è ricca di esemplari pregevoli eseguiti con tale tecnica.
La produzione policroma del periodo è caratterizzata da una divisione dello spazio pittorico in cui le parti centrali, destinate a raffigurazioni, sono circondate da spazi decorativi con ornati ad arabesco, a corona di spine, ad embricazioni e a girali fioriti; nelle parti figurative prevalgono ritratti di belle donne spesso affiancati da cartigli in cui vengono riportati motti, sentenze o più semplicemente il nome della donna ritratta e l'aggettivo "bella". Il genere è riconducibile alle “coppe amatorie”.
Le coppe amatorie, maioliche prodotte prevalentemente nel centro Italia tra il Quattrocento e Cinquecento, venivano offerte all'innamorata per celebrare momenti importanti quali il fidanzamento, il matrimonio, il parto, ma anche feste e balli, da qui anche la denominazione di “ballate”. Sebbene il genere rimanda alla forma della coppa, svariate sono le tipologie morfologiche utilizzate dai vasai: piatti, anfore, vasi, bacili e scodelle. Tra le coppe amatorie una riflessione a parte merita l'impagliata o impalliata, composizione di sette o otto maioliche (tazza da zuppa, da brodo, tagliere o piatto, portauova, saliera, etc.) a formare un portapranzo completo, il quale veniva regalato alla partoriente per consumare il suo desinare. L'etimologia del nome ha un'origine prettamente popolare; con l'espressione “impagliata” si definiva in passato colei che, avendo da poco partorito, era solita riposare su un letto di paglia, detto paglione. La sala ospita un'inedita collezione di fuseruole, piccole perline in maiolica da donare all'innamorata. I piccoli pesi "d'amor", venivano utilizzati come contrappeso per la filatura della lana; bilanciando il fuso, il filato risultava essere più uniforme. Sulla parte globulare della pittola, erano impresse le iniziali dell'innamorata o il suo nome e spesso a seguire la lettera "B", che sta per "bella". La particolarità dell'oggetto e del suo uso sono stati apprezzati in tutto il mondo, tant'è che alcune fuseruole derutesi (in un numero di quindici sono esposte al British Museum. A contribuire al successo della maiolica derutese nel secolo d'oro interviene anche il cosiddetto stile istoriato. Le maioliche istoriate sono contraddistinte da un tipo di pittura che riguarda l'intera superficie dell'oggetto. Le opere riproducono, soprattutto, scene di ispirazione mitologica o sacra. Gli artisti, su richiesta di una committenza erudita, attingono a testi letterari, quali Le metamorfosi di Ovidio, le Deche di Tito Livio” o l'Orlando furioso di Ludovico Ariosto. Nella tradizione "istoriata" derutese, si ricorda il grande piatto apodo attribuito alla bottega di Giacomo Mancini detto "El Frate" della seconda metà del Cinquecento. L'opera presenta i colori tipici della tradizione rinascimentale derutese; toni aranciati affiancano il blu cobalto, il giallo ferraccia, il verde ramina e il bruno di manganese. Tale piatto sembra rappresentare la scena di una conversione, il paesaggio in cui è ambientata rappresenta un corso d'acqua nel quale si gettano uccelli di varie specie. In lontananza si apre la veduta di un piccolo villaggio turrito, la cui rappresentazione è frequente nelle maioliche umbre. La fonte letteraria da cui l'autore trae ispirazione non è stata però ancora individuata.

## Sezione delle targhe votive
Deruta si distingue particolarmente nel variegato quanto complesso panorama della produzione di maioliche devozionali. Sin dal XVI secolo, gli artigiani derutesi hanno realizzato numerose formelle devozionali dedicate alla Madonna ed ex-voto in particolare per il Santuario della Madonna del Bagno nel quale ve ne sono conservate circa settecentottantadue per lo più prodotte dal XVII al XX secolo.
Nella sezione museale delle targhe non mancano, tuttavia, esempi di opere devozionali provenienti dalle chiese derutesi.
Gli ex-voto sono tutti eseguiti in policromia; non sorprende la quasi completa assenza di realizzazioni a lustro. L'enorme richiesta porta gli artigiani a produrre opere tecnicamente non accurate; lo stile è frettoloso e riassuntivo, espresso con un tratto abile e preciso, ma estremamente veloce. Le formelle hanno prevalentemente forma rettangolare, raramente esagonale; i colori usati per le decorazioni e le figurazioni testimoniano un largo uso del giallo, dell'arancio e del verde ramina, non manca tuttavia l'impiego del bruno manganese e del blu-verde. Nel loro schema più tipico e stereotipato, le targhe raffigurano centralmente l'evento negativo da cui, il protagonista dell'atto devozionale è riuscito a scampare; in alto, a sinistra, è presente l'immagine della Madonna alla quale è attribuito l'intervento risolutore. Le circostanze della situazione "di rischio" e della sua positiva risoluzione vengono ribadite dall'acronimo: "P.G.R.", "Per Grazia Ricevuta"; non manca però l'uso della variante "V.F.G.A.", che sta per "Voto Fecit Grazia Abet", ossia "ho fatto il voto, ho ricevuto la grazia". È facile comprendere come le mattonelle votive siano una esaustiva documentazione della religiosità popolare, delle oggettive condizioni di vita e della cultura materiale, e delle trasformazioni socio-antropologiche in relazione al passare del tempo.
Nella produzione derutese ha avuto particolare successo anche il genere devozionale caratterizzato da forme rettangolari, modellate a bassorilievo, realizzate per stampatura, con al centro la Madonna rappresentata a mezzo busto con Gesù Bambino sulle ginocchia. Il modello stilistico è una copia fedele dell'opera in marmo realizzata dallo scultore fiorentino Benedetto da Maiano. È complesso datare con precisione questo corpus di opere anche se è ipotizzabile un ridotto arco temporale tra l'opera di Maiano ed il genere derutese. Quindi, il corpus risalirebbe all'inizio del XVI secolo; l'unica targa datata conosciuta risale al 1636.
Le principali iconografie esposte nella sezione sono la Madonna del Buon Consiglio, la Madonna della Stella, la Madonna dei Sette Dolori e la Madonna del Rosario.
Nel XVII secolo le targhe devozionali sono firmate. Tra le fabbriche attive nel periodo si ricorda quella di Gregorio Caselli, autore della targa raffigurante una Madonna datata 1749.

## Sala del compendiario
Il primo studioso che utilizzò il termine compendiario fu Gaetano Ballardini nel 1929; il termine, in precedenza, era stato usato dagli archeologi per definire un tipo di pittura di età imperiale. Il compendiario è un genere riassuntivo che porta a rappresentazioni leggere e stilizzate. I “bianchi” sono le tipologie decorative più diffuse dello stile compendiario. A Deruta, uno dei precursori dei bianchi fu forse Nicola Francioli. La superficie bianca, corposa e coprente, per via di uno smalto più spesso rispetto al passato, permette di coprire il biscotto conferendo alla maiolica brillantezza e luminosità; nella tecnica produttiva si preferisce aumentare lo spessore dello smalto piuttosto che incrementare la quantità di stagno. A caratterizzare lo stile dei bianchi contribuisce anche una tavolozza parca di colori: giallo, blu e ocra.
Che Deruta abbia avuto un ruolo importante nella diffusione di tale genere decorativo lo testimonia una saliera, datata 1625, esposta al Plymouth City Museum e recante le insegne araldiche di Enrichetta Maria, che proprio nel 1625 sposò re Carlo I d'Inghilterra.
Dall'istoriato di Giacomo Mancini, sembrano invece derivare le interpretazioni compendiarie che si attestano a Deruta tra la seconda metà del Cinquecento e la prima metà del Seicento. Nella Sala sono esposte due coppe ad alto piede attribuite alla bottega di El Frate; le opere rivelano particolare pregio pittorico ed iconografico. La prima, proveniente dalla collezione Pecchioli, è dedicata al mito di Piramo e Tisbe e raffigura Tisbe sconvolta nel momento in cui scopre Piramo suicida; l'altra è dedicata all'allegoria della Fortuna, rappresentata da una figura femminile in equilibrio su una sfera che galleggia sull'acqua. Simile iconografia è presente nel pavimento del Duomo di Siena, il cui disegno fu commissionato al Pintoricchio.
Il genere compendiario, presente per tutto il Seicento, s'indirizza progressivamente verso figurazioni rapide, appena tratteggiate.
Si aggiungono così ai Bianchi altri due sottogeneri decorativi: gli stili "a grottesche" e "calligrafico".

## Sala delle grottesche e del calligrafico

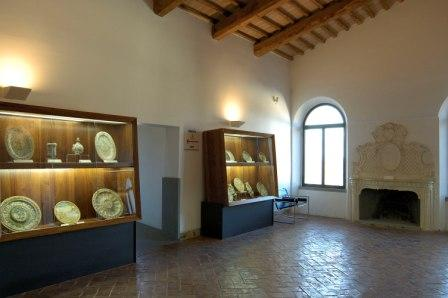
Sala delle grottesche e del calligrafico

La sala offre una nutrita raccolta di maioliche eseguite in stile compendiario "a grottesche" e "calligrafico". Il motivo decorativo "a grottesche" di tipo compendiario si afferma nella produzione derutese a partire dalla prima metà del XVII secolo, anche se non mancano, tuttavia, opere rinascimentali con tali motivi decorativi. Il termine "grottesca", sconosciuto all'estetica antica, è stato coniato dagli uomini d'arte del XV secolo per definire i sistemi decorativi rinvenuti sulle pareti e sulle volte della Domus Aurea, il Palazzo di Nerone costruito a Roma tra il 64 e il 68 d.C. Lo stesso impianto stilistico viene utilizzato da Raffaello per dipingere le stanze vaticane. Sovente lo stile, infatti, viene definito "raffaellesco". La forte diffusione delle "grottesche" nel Cinquecento porta i maestri vasai ad applicare tale motivo decorativo sulle maioliche, sfruttando la versatilità dello stile. Candelabre estrose e mascheroni, putti alati, canefore, creature marine, antologie faunistiche immaginarie e trofei d'armi compongono in quel periodo la variegata e ricercata decorazione che caratterizza ancora oggi la produzione derutese. Più tardo, ma anch'esso di fattura seicentesca è il decoro "calligrafico" in monocromia turchina o verde, che pare voler imitare la minutissima decorazione vegetale e zoomorfa della maiolica di Delft, a sua volta interprete della porcellana orientale e delle ceramiche del Medio Oriente.

## Sala del Settecento

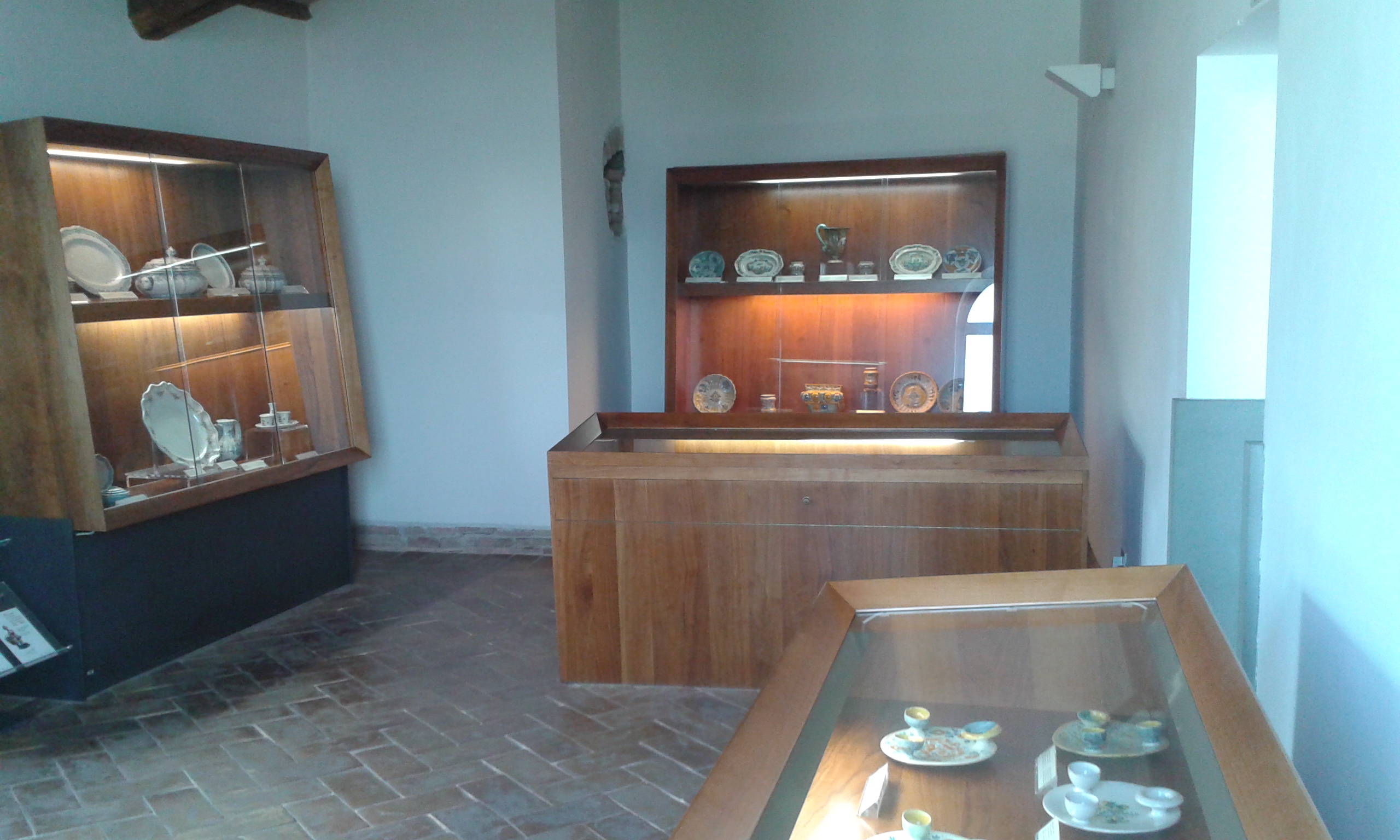
Sala del settecento

La prima parte della collezione della sala del Settecento è dedicata ad un gruppo di piccoli piatti portauovo con saliera su cui, spesso, appaiono stemmi nobiliari come nel caso del piatto portauovo con lo stemma della famiglia Ranieri di Perugia. Nella sala non mancano piccole sculture dipinte, chiamate anche plastiche, prodotte tra la seconda metà del XVI e la prima metà del XVIII secolo. A completare la sezione, infine, un nucleo di saliere, contenitori porta-sale a forma di piccole architetture a cofanetto e a forma di drago decorate in policromia e anche a lustro; la vaschetta porta-sale risulta esigua rispetto all'architettura sottostante; tale dicotomia formale contribuisce a sottolineare la preziosità del sale, e di conseguenza la parsimonia con cui utilizzarlo.
La restante parte della collezione è dedicata alla produzione settecentesca. Lo stile predominante è quello della monocromia blu con motivi a lambrique, decorazioni policrome con fiori a mazzetto ed ornati rococò. Tra le opere spicca una vaschetta da lavabo raffigurante il ciclo della vita in otto medaglioni risparmiati su tondi a embricazioni, motivo decorativo mutuato dalla produzione rinascimentale. L'opera, della prima metà del XVIII secolo, è da attribuirsi a un autore noto con il nome di Maestro del Servizio Cresimbene.

## Collezione Magnini

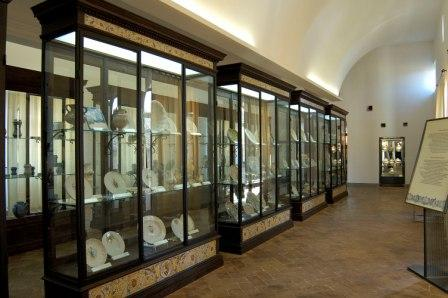
Collezione Magnini

La sala è dedicata alla più grande collezione presente nel Museo e formata in gran parte da Milziade Magnini, medico derutese nato nel 1883 e scomparso nel 1951. Magnini collezionò oltre mille esemplari in maiolica provenienti da Deruta e da altri centri di produzione ceramica italiani, in particolare Grottaglie e Laterza. Fu una personalità di spicco per l'Italia della prima metà del XX secolo. A Taranto, in cui per anni svolse la professione di medico come primario nell'ospedale cittadino, esiste un palazzo a lui intitolato: Palazzo Magnini. La collezione fu acquistata nel 1990 dal Comune di Deruta con il contributo di diversi enti. Originariamente, collocata all'interno della Fabbrica Grazia in Deruta, la collezione-Museo aveva un preciso scopo didattico, quale quello di concorrere alla formazione delle maestranze anche attraverso lo studio dei modelli garantendo una produzione di qualità ed ingegno. La sala è allestita con le vetrine originali che il medico derutese fece realizzare negli anni trenta del XX secolo. Con l'acquisizione della collezione sono anch'esse diventate parte integrante dell'arredo museale, essendo di per sé opere di gran pregio artistico. La raccolta conserva diverse opere del Settecento. Tale peculiarità ha permesso agli studiosi di analizzare lo stile coevo, poco noto e controverso. Da tali analisi è emerso che la produzione dell'epoca risulta ancora di una certa consistenza e qualità mentre forme e decori appaiono coerenti al gusto dell'epoca. La risistemazione della collezione nel 1998, nell'attuale sede museale, ha tenuto conto dei fini che lo stesso Magnini voleva perseguire ovvero offrire una veduta d'insieme, il più possibile esaustiva, della storia della maiolica italiana.

## Sezione della farmacia
Lo spazio espositivo con cui si conclude il percorso museale è allestito sul modello di un'antica farmacia. La collezione ospita i contenitori farmaceutici prodotti da diverse botteghe italiane dal XV al XIX secolo. La ceramica costituisce, sin dall'antichità, il materiale d'elezione per la conservazione di sostanze medicinali. La tesi è avvalorata dagli innumerevoli reperti archeologici ritrovati nei secoli. Si conosce, a tal proposito la data di un reperto ceramico riferibile all'utilizzo farmaceutico proveniente dall'Antico Egitto: il vaso di KHA databile verso il 2000 a.C. Le tecniche di lavorazione, e più precisamente l'invetriatura a cui è sottoposta, conferiscono all'oggetto maiolicato la caratteristica di evitare la dispersione per evaporazione delle sostanze volatili dei prodotti in esso conservate. Nella storia della ceramica derutese i corredi farmaceutici rappresentano una produzione consistente e precoce documentata sin dalla metà del Quattrocento. I primi esemplari da farmacia prodotti dalle botteghe locali furono gli albarelli. Tale tipologia ceramica ebbe notevole diffusione nelle manifatture italiane ed europee. L'origine del vocabolo va ricercata nella lingua iraniana e più precisamente nella parola "al-barani", ossia contenitore per droghe. L'albarello è un vaso di forma cilindrica, ristretto e scanalato sul collo per consentirne la chiusura ermetica con un foglio di carta o pergamena stretta con un legaccio; la sezione centrale è concava per renderne più agevole la presa; l'interno dell'oggetto è liscio e di solito è verniciato per evitare che tra i pori si possano produrre evaporazioni della sostanza conservata. Anticamente la funzione d'uso dell'albarello era molto variabile e poteva contenere erbe, minerali o preparati galenici semi-solidi. Grazie a tale versatilità è tra le tipologie più utilizzate nella storia della farmacia. Nei corredi farmaceutici non mancano altre forme quali, pillolieri, orci, giare, bottiglie e versatori. Nella sezione tematica del Museo di particolare rilievo sono le opere dell'antica farmacia Caraffa (ex spezieria Spagnoli) acquisite nel 2003 dalla famiglia Cherubini; le opere dell'acquisizione Cherubini sono tutte databili prima del 1767 e realizzate nella fabbrica derutese di Gregorio Caselli.

## Sezione dei depositi

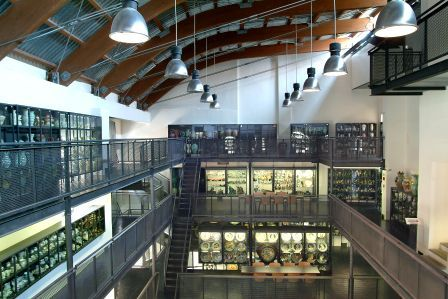
Area museale dei depositi

L'area è organizzata in quattro livelli espositivi in cui trovano collocazione circa cinquemila opere.
Nell'area dei depositi è presente una sezione archeologica le cui opere provengono da scavi locali come quelle appartenute ad Alessandro Piceller che le donò al Museo nel 1900 ed un nucleo di ceramiche apule della Collezione Magnini. Il nucleo espositivo più consistente è rappresentato dal campionario di fabbrica del Consorzio Italiano Maioliche Artistiche (CIMA) costituitosi nel 1925 e in cui confluirono la Società Maioliche Deruta, la Salamandra di Perugia, la Società Anonima Zulimo Aretini, la Società ceramica umbra, ex fabbrica Rubboli, la Maioliche Santarelli e le Maioliche Matricardi di Ascoli Piceno. Nell'area dedicata al campionario CIMA si distinguono oggetti in ceramica confezionati con le uova pasquali della Perugina, una serie di targhe con soggetti folcloristici realizzate dal tirolese Alberto Stolz e dall'artista sarda Lety Loy; non mancano sculture e bassorilievi come quelle realizzate dallo scultore siculo Gaetano Magazzù. Preziosi contributi vengono anche dallo scultore toscano Ruffo Giuntini, autore di opere plastiche a smalto opaco e da Ernesto Nino Strada. Negli anni Quaranta Enrico Ciuti realizzò una linea produttiva per il Consorzio che fu presentata alla terza Triennale di Milano.
Di particolare rilievo artistico è il nucleo di opere realizzate dall'artista ucraino David Zipirovic che lavora a Deruta dal 1922 o 1923 al 1927.
Nell'area dei depositi è infine presente una sezione di ceramiche contemporanee raggruppate grazie a varie edizioni del Premio Deruta e della mostra mercato Multiplo d'Artista in cui spiccano nomi come Giulio Turcato, Piero Dorazio, Carla Accardi, Edgardo Abbozzo e Mario Schifano.

## Sala dei Maestri del Novecento e delle terrecotte

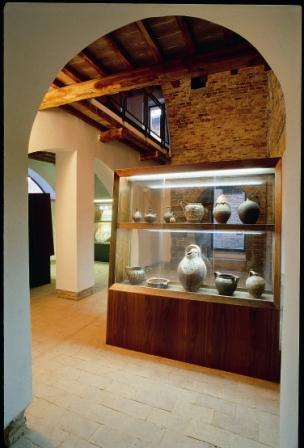
Sala delle terrecotte

La sala espone alcune maioliche dei più significativi artisti dei primi due decenni del XX secolo: Angelo Micheletti, Alpinolo Magnini, Ubaldo Grazia e David Zipirovic. Tali personaggi, dopo un secolo di impoverimento quale fu l'Ottocento, riprendono la grande tradizione della maiolica, non solo nella copia, ma anche nell'interpretazione dei motivi decorativi classici, soprattutto rinascimentali. Inoltre, particolare fortuna ha la pittura su maiolica ispirata ai grandi pittori del passato quali Michelangelo, Perugino, Pinturicchio e Luca Signorelli.
Di particolare interesse sono gli esemplari di ceramica popolare prodotti a Deruta e nella vicina Ripabianca nel XVI secolo. Tale tipologia di vasellame, impiegata in ambito domestico, è costituita da terrecotte con invetriatura trasparente e con decorazioni eseguite a pennello con ingobbio e a volte arricchite con verde ramina e bruno di manganese.